# Rüti bei Büren
Rüti bei Büren – gmina (niem. Einwohnergemeinde) w Szwajcarii, w kantonie Berno, w regionie administracyjnym Seeland, w okręgu Seeland. Leży nad rzeką Aare.

## Demografia
W Rüti bei Büren mieszka 867 osób. W 2020 roku 10,6% populacji gminy stanowiły osoby urodzone poza Szwajcarią.

## Transport
Przez teren gminy przebiega droga główna nr 22.